# Hey Now (London Grammar)
Hey Now is een nummer van de het Britse muzikale trio London Grammar uit 2014. Het is de vijfde single van hun debuutalbum If You Wait.
"Hey Now" leverde London Grammar het meeste succes op in het Verenigd Koninkrijk en Frankrijk. De plaat bereikte een bescheiden 37e positie in het Verenigd Koninkrijk. In Nederland kwam het nummer tot de 6e positie in de Tipparade, en in Vlaanderen tot een 5e positie in de Tipparade.